# Бедін І
Координати:  19г 10м 45.41с, −59° 55′ 04.32″
Бедін I — карликова сфероїдальна галактика, розташована в сузір'ї Павича. Вона розташована позаду кулястого скупчення NGC 6752, хоча знаходиться на відстані 28,38 мільйонів світлових років від Землі. Бедін I — одна з найдавніших відомих галактик, що сформувалася близько 10–13 млрд років тому і є однією з найбільш ізольованих відомих карликових галактик, будучи розташованою на відстані 2,12 мільйонів світлових років від NGC 6744, свого найближчого сусіда, з якою вона може бути фізично пов'язана. Тому вона була визнана астрономами як «скам'янілість» з раннього Всесвіту. Вона була випадково відрита італійським астрономом Луїджі Бедіном, чия команда вивчає білі карлики у NGC 6752 за допомогою космічного телескопа «Габбл» у вересні 2018 року; про відкриття було оголошено в статті, опублікованій у січні 2019 року.

## Номенклатура
Бедін I була названа командою, яка її відкрила, на честь їх керівника, Луїджі Бедіна, який є дослідником обсерваторії Національного інституту астрофізики у Падуї, Італія. Він визначений як єдиний першовідкривач галактики. Бедін і його команда вирішили уникнути того, щоб галактиці було надано «анонімну ідентифікацію на основі її координат».

## Характеристики
Бедін І — ізольована карликова сфероїдальна галактика, зі аналогічними характеристиками до KKR 25 і карликової галактики Тукана. Її розмір приблизно у 840 на 340 парсек (або 2700 на 1100 світлових років), що становить одну п'яту розміру Великої Магеланової Хмари. Її зоряна популяція складається червоних гігантів, бідних на метали, а її світність приблизно в тисячу разів менша за світність галактики Чумацький Шлях, маючи абсолютну зоряну величину -9.76. Вважається, що Бедін I сформувалась близько 10–13 млрд років тому, і з тих пір не мала жодного епізоду зореутворення , що робить її однією з найдавніших відомих галактик. Бедін I, можливо, також є найбільш ізольованою відомою карликовою галактикою , розташованою на відстані 8,7 мегапарсек, або близько 28,38 мільйонів світлових років від Землі, і щонайменше 650 кілопарсек, або 2,12 мільйона світлових років від найближчого сусіда проміжної спіральної галактики NGC 6744 ;  галактики Чумацький Шлях і Андромеди відокремлені подібною відстанню. Однак, незважаючи на відстань між ними, була припущена фізична асоціація Бедін І з NGC 6744. Її вік, ізоляція та відсутність взаємодії з іншими галактиками призвели до того, що галактика вважається «скам'янілістю» з раннього Всесвіту.

## Спостереження
Бедін I розташована у сузір'ї Павича поблизу ядра кулястого скупчення NGC 6752, де вона розташована позаду групи неназваних зірок всередині кластера. З Землі Бедін I має розміри близько 20 на 8 кутових секунд і видиму зоряну величину +19,94, хоча її видимість значно знижується NGC 6752, п'ятим найяскравішим кулястим скупченням в небі, з видимою величиною +5,4. Бедін І була випадково виявлена командою, яка досліджувала білі карлики у скупченні у намаганні краще визначити його вік. Галактика частково з'явилися в полі зору під час програми GO-15096 космічного телескопа Габбл, яку проводив головний дослідник Луїджі Р. Бедін, між 7 і 18 вересня 2018 року. Програма, яка направила інструмент Wide Field Channel (WFC) камери Advanced Camera for Surveys (ACS) на NGC 6752 протягом 75 експозицій, кожна з яких тривала 1270 секунд, була здійснена протягом 40 орбіт; Ці експозиції могли захоплювати об'єкти з видимою зоряною величиною вище +30. Однак п'ять орбіт були втрачені через погане захоплення зіроч. Науковий журнал «Monthly Notices of the Royal Astronomical Society: Letters» опублікував наукову статтю команди щодо результатів програми 31 січня 2019 року, причому перша з трьох частин статті присвячена відкриттю Бедін І. Другу програму на 40 орбіт, GO-15491, наразі заплановано на кінець 2019 року.

## Нотатки
Notes
1. ↑  Це фото було знято протягом триденної витримку інструменту "Wide Field Channel" (WFC) камери "Advanced Camera for Surveys" на борту космічного телескопу "Габбл"  між 9-13 вересня 2018р.[1] Бедин I видима позаду групи зір у крайній лівій частині знімка як скупчення віддалених точок світла; вигляд галактики частково обрізаний внаслідок поля зору знімка лише 1×1 кутова хвилина.[2][3]
2. ↑  Бедін I розташований у ∼650 кілопарсеках від NGC 6744 у along the площині неба. Потрібні більш точні виміри для оцінки її горизонтальної відстані, а власне і справжньої відстані до NGC 6744.[14]